# Boris Pasternak
Pour les articles homonymes, voir Pasternak.
Œuvres principales
Le Docteur Jivago
Boris Leonidovitch Pasternak (en russe : Борис Леонидович Пастернак, /bɐˈrʲis lʲɪɐˈnʲidəvʲɪtɕ pəstɨrˈnak/ ), né le 10 février 1890 (22 février dans le calendrier grégorien) à Moscou et mort le 30 mai 1960 à Peredelkino, près de Moscou, est un poète, traducteur et romancier russe, lauréat du prix Nobel de littérature en 1958 pour son roman Le Docteur Jivago, prix qu'il est contraint de décliner.

## Biographie

### Famille
Issu d'une famille juive aisée, Boris Pasternak naît le 10 février 1890 à Moscou. Il est le fils aîné du peintre post-impressionniste Leonid Pasternak et de Rosalia Isidorovna Kaufman, une jeune pianiste concertiste renommée d'Odessa. Sa famille se dit d'origine espagnole et prétend descendre du commentateur biblique Isaac Abravanel.
Installés à Moscou, les Pasternak passent généralement l'été à Odessa. Leonid est très lié avec le peintre Isaac Levitan, mais aussi Mikhaïl Nesterov, Sergueï Ivanov, Vassili Polenov, Nikolaï Gay, Valentin Serov, et d'autres représentants du mouvement des Ambulants. La famille Pasternak s'agrandit : un second fils, Alexandre, naît en février 1893, une fille, Josefina-Ioanna, en février 1900 et une seconde, Lydia (en), en 1902.
En 1894, Leonid obtient le poste d'enseignant à l'École de peinture et de sculpture de Moscou, sur proposition du prince Lvov et sous la condition expresse posée par Leonid que, bien que juif non pratiquant, il n'aurait pas à se convertir au christianisme orthodoxe pour être admis.
Le 23 novembre 1894, dans la maison familiale, Rosalie donne un concert de musique de chambre, auquel assistent l'ami de la famille, Léon Tolstoï, et deux de ses filles. Leonid discute avec Tolstoï d'une série de tableaux inspirés de Guerre et Paix. Il est l'illustrateur de son roman Résurrection. Apparemment pour raison familiale, Rosalie interrompt sa carrière musicale quelques mois plus tard.
En juillet 1900, à Koursk, la famille Pasternak partant pour Odessa, rencontre le jeune poète autrichien Rainer Maria Rilke et son égérie Lou Andreas-Salomé, qui se rendent à Iasnaïa Poliana pour rencontrer Léon Tolstoï. Au nombre des habitués de la maison des Pasternak, figurent aussi le compositeur Serge Rachmaninov, le pianiste Alexandre Scriabine et le philosophe Léon Chestov.

### Jeunesse

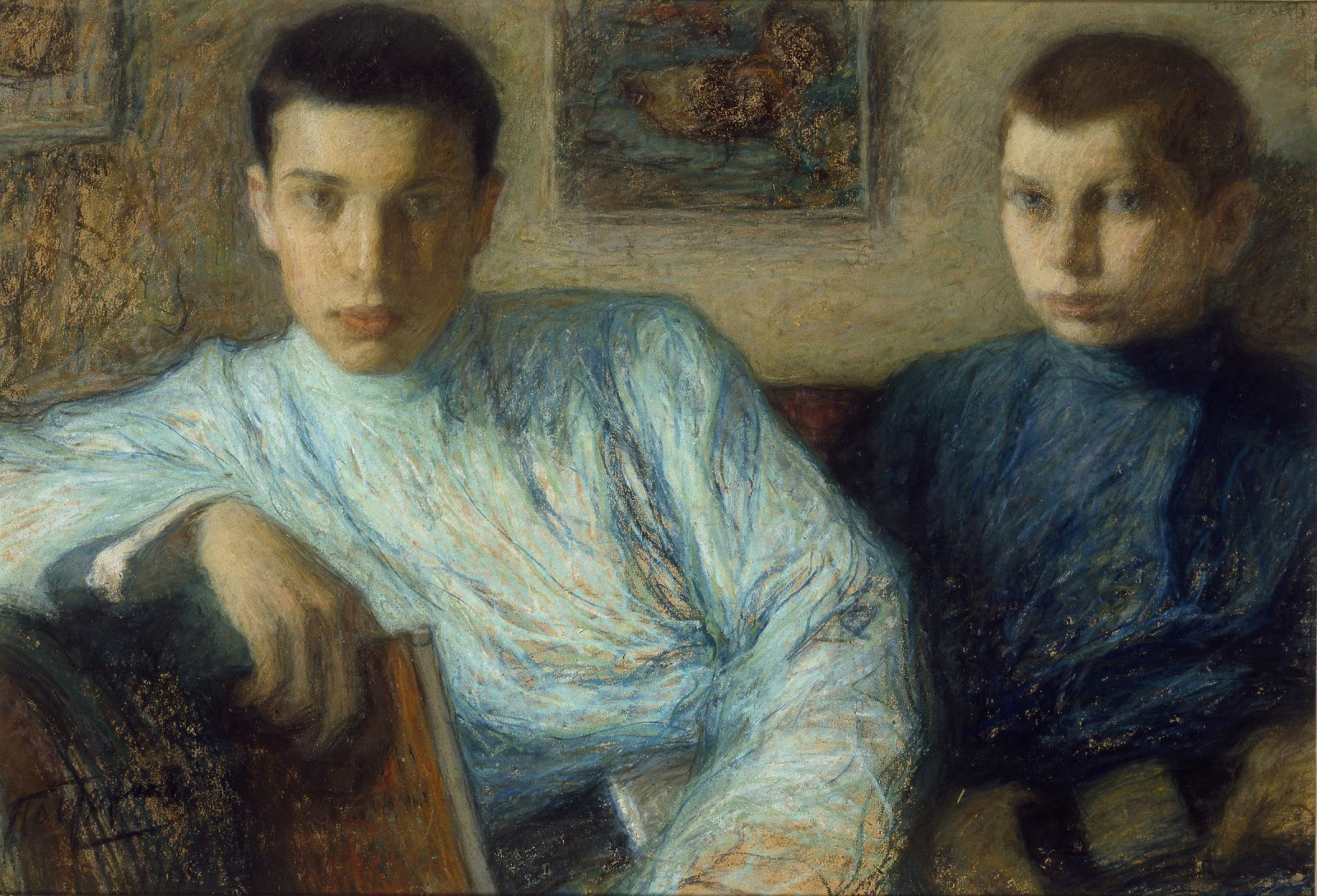
Boris Pasternak et son frère Alex, peints par leur père

En automne 1900, Boris commence le lycée. Bien qu'ayant brillamment réussi l'examen d'entrée, et malgré le soutien du maire de Moscou, il n'a pas été admis avant la deuxième année en raison du numerus clausus qui limite le nombre d'élèves juifs à 10 pour 345.
Le 6 août 1903, son père se propose de peindre un nocturne : des chevaux lancés à vive allure dans le crépuscule. Boris obtient de pouvoir participer comme modèle. Mais son cheval s'emballe et il fait une lourde chute qui lui coûte la fracture d'un fémur. La fracture se ressoude mal et le laissera avec une jambe plus courte que l'autre que Pasternak compensera par une démarche particulière.
La famille Pasternak fait la connaissance du compositeur Alexandre Scriabine qui occupe une datcha voisine. En automne 1903, Boris commence des études musicales avec Iouli Engel et Reinhold Glière. À Noël 1904, il effectue son premier séjour à Saint-Pétersbourg.
En octobre 1905, Boris Pasternak se fait prendre dans une manifestation étudiante et en sort passablement malmené par les forces de sécurité. En décembre 1905, une partie de la famille Pasternak s'installe à Berlin. Elle y reste jusqu'au 11 août 1906. Boris découvre la musique de Richard Wagner. La famille passe l'été sur l'île allemande de Rügen.
En mai 1908, Boris Pasternak réussit brillamment son baccalauréat et s'inscrit à la faculté de droit de l'université de Moscou. En raison de ses résultats, il est dispensé de l'examen d'entrée. On ne fait pas non plus opposition à la poursuite simultanée de ses études musicales. Il abandonne cependant la musique en 1909, malgré les encouragements de Scriabine, sous prétexte qu'il n'a pas l'oreille absolue. Puis il étudie la philosophie auprès de Paul Natorp et Hermann Cohen en Allemagne où il réside une année avec sa famille. Revenu à Moscou en 1914, il y tisse des liens avec le groupe futuriste local. Il publie cette même année son premier recueil de poésie Un jumeau dans les nuages, sans grand écho auprès du public. Pendant la Première Guerre mondiale, il enseigne et travaille dans une usine chimique dans l'Oural (ce qui lui donnera la matière de sa célèbre saga, Le Docteur Jivago, plusieurs années plus tard). Son second recueil, Par-dessus les barrières (1917) n'a pas davantage d'écho. Dans ces deux œuvres de jeunesse tentées par l'avant-garde, Pasternak cherche encore sa voie. Cependant, on décèle déjà la force stylistique et le talent « musical » du poète qui l'éloigne du symbolisme pour se rapprocher du futurisme. Pasternak s'affirme avec son recueil suivant, Ma sœur, la vie (1917) qui circule sous forme de manuscrit avant d'être publié en 1922.
Il épouse Evguenia Lourié, peintre (1898-1965), qui lui donne un fils en 1923, Evgueni.
Il tombe en disgrâce auprès des autorités soviétiques pendant les années 1930. Accusé de subjectivisme — ses livres parlent du passé et non du présent, son style est poétique et non socialiste — il parvient néanmoins à ne pas être envoyé au Goulag. Bien que marié à sa deuxième femme, musicienne, il entretient à partir de 1947 une relation amoureuse passionnée avec Olga Ivinskaïa, de 22 ans sa cadette, qui lui inspire le personnage de Lara dans Le Docteur Jivago.
Il reçoit la visite de la poétesse uruguayenne Susana Soca, directrice des Cahiers de la Licorne, qui récupère des textes et les traduit en espagnol pour leur première publication mondiale : Seconde naissance et Essai d'autobiographie. Elle meurt dans un accident d'avion et la correspondance "Pasternak - Soca" disparaît.
En remettant son œuvre Docteur Jivago (Доктор Живаго) qu'il considère comme la plus personnelle et la plus intense au journaliste communiste italien, Sergio D'Angelo, en 1956, Pasternak lui dit : « Je vous invite à mon exécution », conscient que traiter avec des éditeurs étrangers le mènerait à la mort. D'Angelo envoie ensuite le manuscrit à l'éditeur Giangiacomo Feltrinelli, communiste lui aussi, et malgré l'enthousiasme déclaré de ce dernier et sa volonté de l'éditer, Pasternak essaie de multiplier les chances de la faire paraître en la confiant secrètement à trois autres Européens, dont la Française Jacqueline de Proyart, rencontrée à Moscou. Parallèlement, il craint constamment pour sa vie et celle des siens car les autorités soviétiques sont loin d'apprécier ses écrits et particulièrement cet ouvrage qui se déroule entre la révolution russe de 1905 et la Seconde Guerre mondiale, et tentent par tous les moyens d'en empêcher la publication,.

### Le prix Nobel

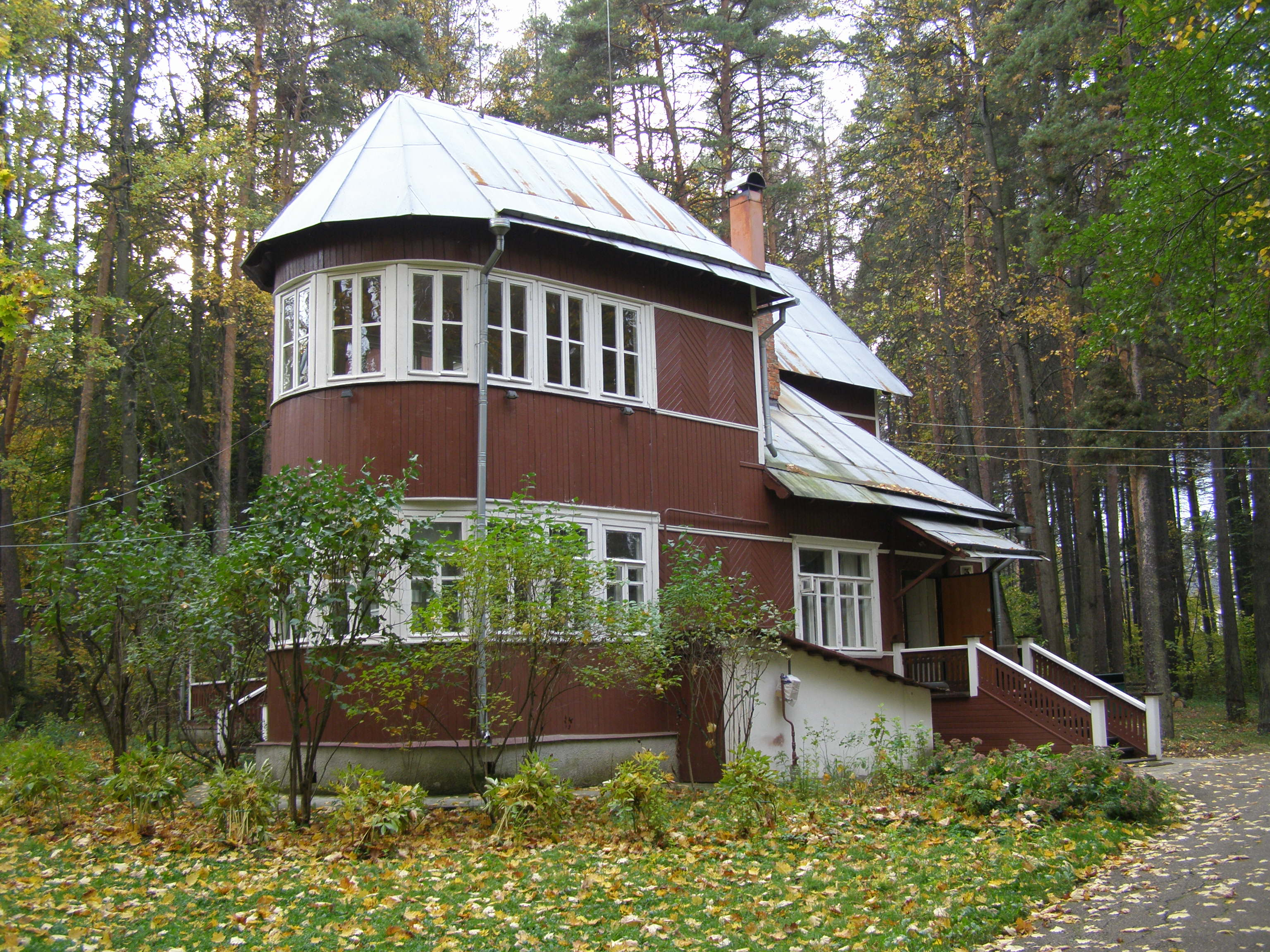
Datcha de Peredelkino où Pasternak a vécu de 1936 jusqu'à sa mort

Depuis 1947, il était chaque année question que Pasternak reçoive le prix Nobel de littérature.
La publication en novembre 1957 en Italie aux Éditions Feltrinelli du Docteur Jivago et la distribution du roman en Europe et en russe (soi-disant par la CIA), motivent la décision de l'Académie suédoise d'accorder enfin le prix Nobel à Pasternak le 23 octobre 1958.
Les autorités soviétiques, considérant l'auteur comme un « agent de l'Occident capitaliste, anti-communiste et anti-patriotique », lui interdisent le retour en Union soviétique s'il part rechercher sa récompense à Stockholm et, soutenues par certains de ses collègues, l'expulsent de l'Union des écrivains. Le 29 octobre 1958, viscéralement attaché à son pays, Boris Pasternak finit par décliner le prix et fête simplement son prix en famille. Une campagne anti-Pasternak est organisée en URSS, qui détériore son image aux yeux de l'opinion publique russe et communiste. Pourtant, personne n'avait lu son roman, car il n'avait pas été publié en Union soviétique. Par conséquent, beaucoup de discours commençaient par les mots « Je n'ai pas lu Pasternak, mais je le condamne », ou « Je n'ai pas lu ce roman, mais il est mauvais ». Des comités du Parti, des usines et des instituts ont tenu des réunions où ils ont collectivement condamné Pasternak. Ce même 29 octobre, le politique Vladimir Semitchastny, futur chef du KGB, prononce un discours à la tribune du Comité central de la Ligue de la jeunesse communiste dans lequel il fulmine contre Pasternak, qui « crache au visage du peuple » et serait plus bas qu'un porc, qui « ne chie jamais là où il mange », et Khrouchtchev de l'applaudir avec force,. Valeria Guerassimova se prononce contre lui au nom de la branche de Moscou de l'Union des écrivains soviétiques.
Pasternak meurt deux ans plus tard dans la misère des suites d'un cancer du poumon. Ses funérailles sont houleuses ; il est inhumé au cimetière de Peredelkino.
Sur son lit de mort, il aurait dit à sa femme : « La vie a été belle, très belle, mais il faut aussi mourir un jour. J'ai aimé la vie et toi. »
Après sa mort, sa compagne Olga Ivinskaïa et la fille de celle-ci, Irina Emelianova, sont arrêtées et emprisonnées, entre autres, pour trafic de devises.
Le Docteur Jivago ne paraît en Union soviétique qu'en 1985, à la faveur de la perestroïka.

## Œuvres
- 1914 : Un jumeau dans les nuages
- 1917 : Par-dessus les barrières
- 1917 : Ma sœur la vie
- 1923 : Thèmes et variations

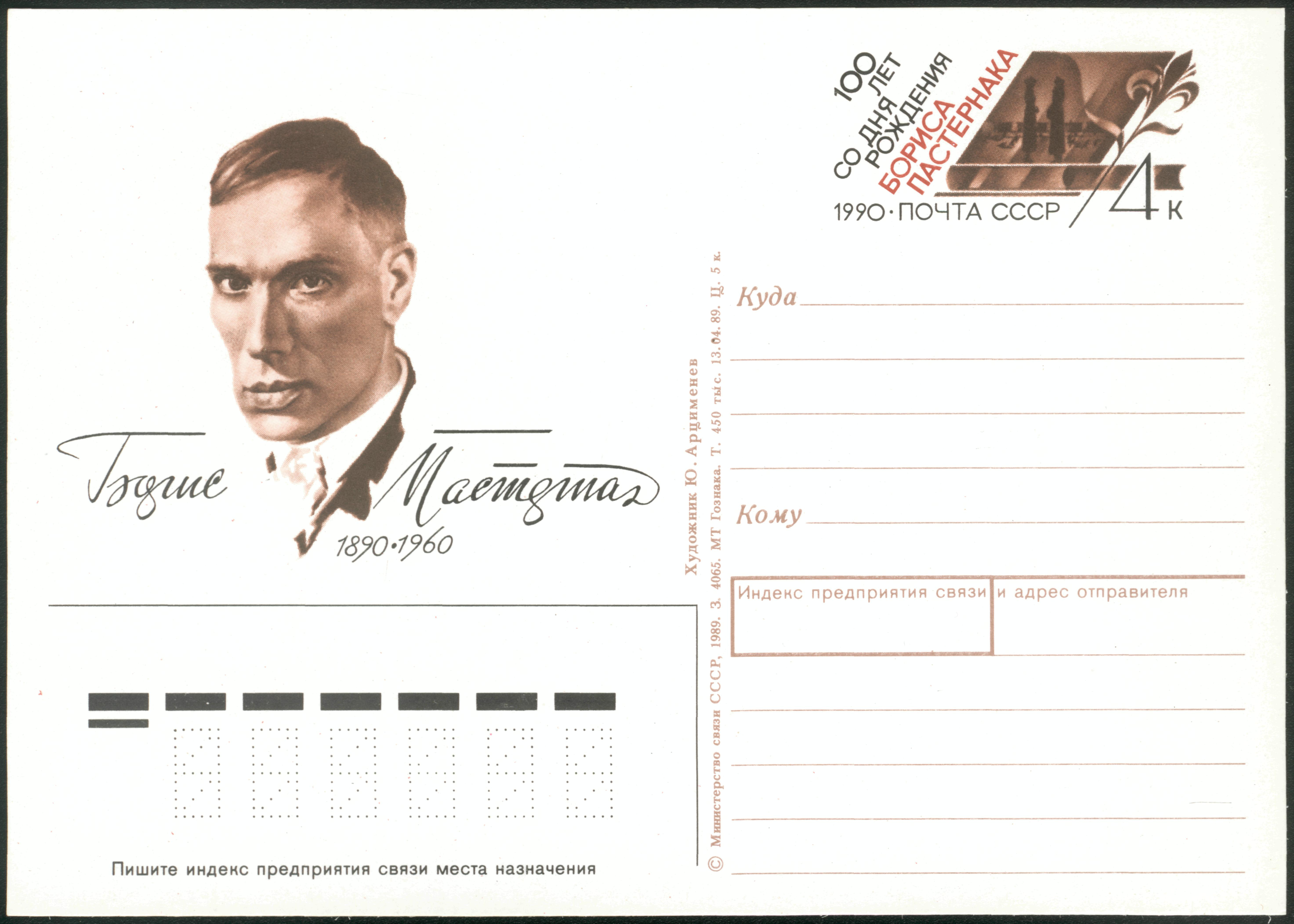
Enveloppe postale commémorative.

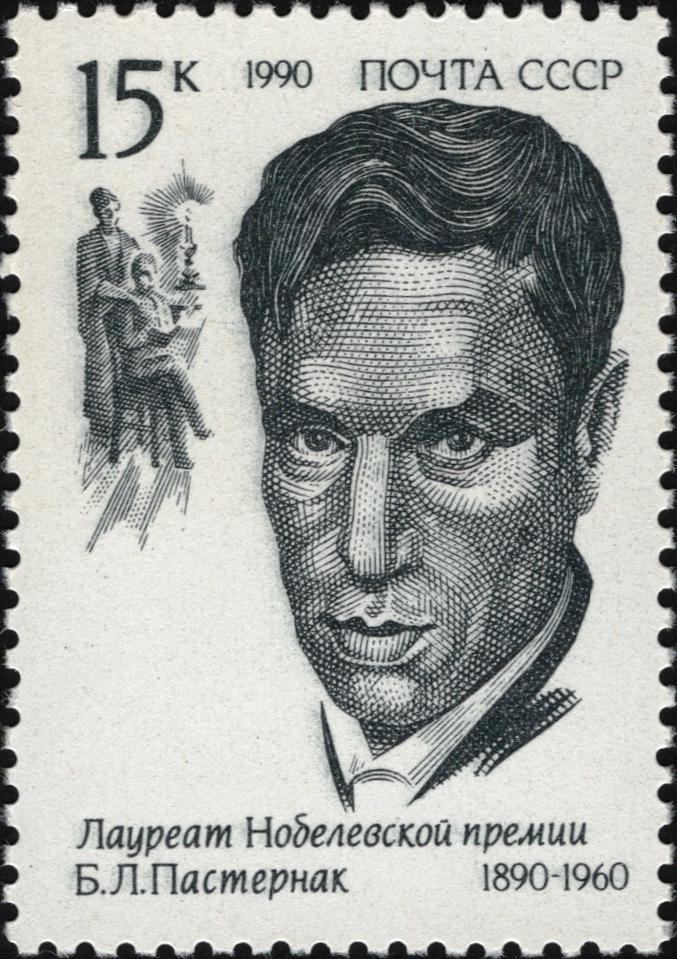
Boris Pasternak sur un timbre postal soviétique de l'année 1990.

- 1927 : L'An 1905, traduit par Benjamin Goriely en 1958.
- 1927 : Le Lieutenant Schmidt
- 1931 : Sauf-conduit
- 1931 : Spektorski
- 1932 : Seconde naissance
- 1956 : La nuit passe sans tarder
- 1957 : Le Docteur Jivago
- 1958 : Récit
- 1958 : Essai d'autobiographie
- 1966 : Les Voies aériennes et autres nouvelles
- 1969 : La Belle Aveugle